# Jacques Louis Soret
Jacques Louis Soret (30. června 1827 Ženeva – 13. května 1890 Ženeva) byl švýcarský chemik a spektroskopik. Zabýval se spektroskopií a elektrolýzou.

## Život a dílo
Jacques Louis Soret se narodil 30. června 1827 v Ženevě.
V letech 1873–1887 působil na Ženevské univerzitě.
Zabýval se výzkumem ozonu – určil jeho chemické složení i hustotu a popsal podmínky jeho vzniku. Správně určil, že molekula ozonu se skládá ze tří atomů kyslíku.
Vyvíjel také optické přístroje. Při výstupu na Mont Blanc provedl první aktinometrická měření slunečního záření, která publikoval v časopise Philosophical Magazine v roce 1867.
V roce 1878 spolu s Marcem Delafontainem spektroskopicky pozoroval nový prvek – později nazvaný holmium. Popsali jej jako „neznámou zeminu X“ v rámci složek erbia. Nezávisle na nich ho v roce 1879 chemicky oddělil Per Teodor Cleve. Všichni tři badatelé jsou uznáváni jako objevitelé prvku.
Po Soretovi je pojmenován tzv. Soretův pás – silný absorpční pás kolem 420 nm ve spektru hemoglobinu.
Zemřel 13. května 1890 v Ženevě. Jeho synem byl Charles Soret, známý fyzik a chemik.